# Orimarga (Orimarga) excessiva
Orimarga (Orimarga) excessiva is een tweevleugelige uit de familie steltmuggen (Limoniidae). De soort komt voor in het Neotropisch gebied.